# Cerny-lès-Bucy
Pour les articles homonymes, voir Cerny (homonymie) et Bucy.
Cerny-lès-Bucy est une commune française située dans le département de l'Aisne en région Hauts-de-France.
Elle ne doit pas être confondue avec Bucy-lès-Cerny, commune voisine située dans le même département.

## Géographie

### Localisation
Cerny-lès-Bucy est un village du Laonnois dans l'Aisne jouxtant par l'ouest Laon.
Il se trouve dans l'aire d'attraction de Laon, ainsi que dans la zone d'emploi et dans le bassin de vie de cette ville.

### Géologie et relief
La superficie de la commune est de 3,19 km2 ; son altitude varie de 73  à   96 mètres.

### Hydrographie
La commune est située dans le bassin Seine-Normandie. Elle n'est drainée par aucun cours d'eau,.

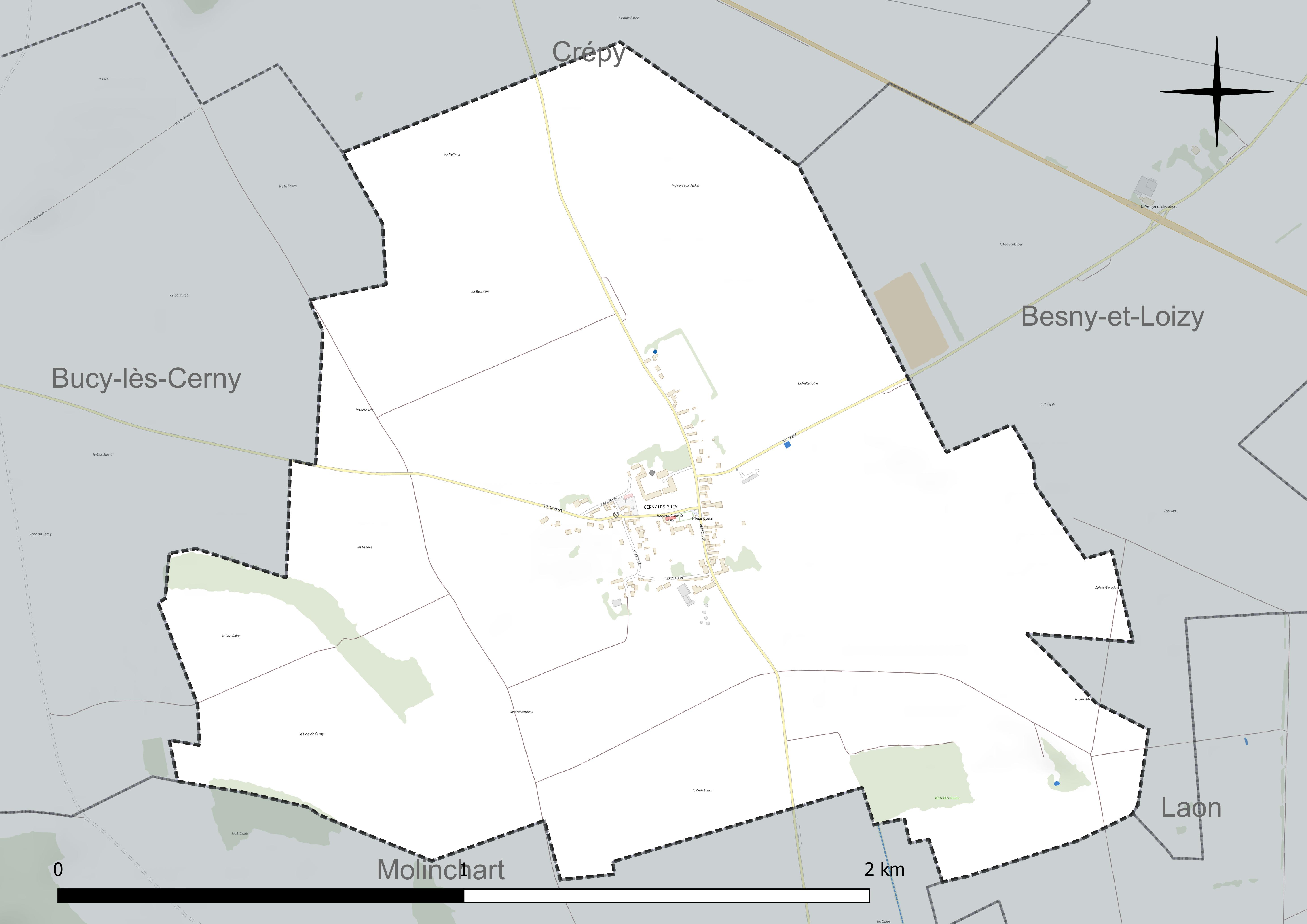
Réseau hydrographique de Cerny-lès-Bucy.

### Climat
Pour des articles plus généraux, voir Climat des Hauts-de-France et Climat de l'Aisne.
En 2010, le climat de la commune est de type climat océanique dégradé des plaines du Centre et du Nord, selon une étude du CNRS s'appuyant sur une série de données couvrant la période 1971-2000. En 2020, Météo-France publie une typologie des climats de la France métropolitaine dans laquelle la commune est exposée à un climat océanique altéré et est dans la région climatique Nord-est du bassin Parisien, caractérisée par un ensoleillement médiocre, une pluviométrie moyenne régulièrement répartie au cours de l'année et un hiver froid (3 °C).
Pour la période 1971-2000, la température annuelle moyenne est de 10,3 °C, avec  une amplitude thermique annuelle de 15,2 °C. Le cumul annuel moyen de précipitations est de 726 mm, avec 11,7 jours de précipitations en janvier et 8,7 jours en juillet. Pour la période 1991-2020 la température moyenne annuelle observée sur la station météorologique la plus proche, située sur la commune d'Aulnois-sous-Laon à 6 km à vol d'oiseau, est de 11,0 °C et le cumul annuel moyen de précipitations est de 685,6 mm,. Pour l'avenir, les paramètres climatiques de la commune estimés pour 2050 selon différents scénarios d'émission de gaz à effet de serre sont consultables sur un site dédié publié par Météo-France en novembre 2022.

## Urbanisme

### Typologie
Au 1er janvier 2024, Cerny-lès-Bucy est catégorisée commune rurale à habitat dispersé, selon la nouvelle grille communale de densité à 7 niveaux définie par l'Insee en 2022.
Elle est située hors unité urbaine. Par ailleurs la commune fait partie de l'aire d'attraction de Laon, dont elle est une commune de la couronne,. Cette aire, qui regroupe 106 communes, est catégorisée dans les aires de 50 000 à moins de 200 000 habitants,.

### Occupation des sols

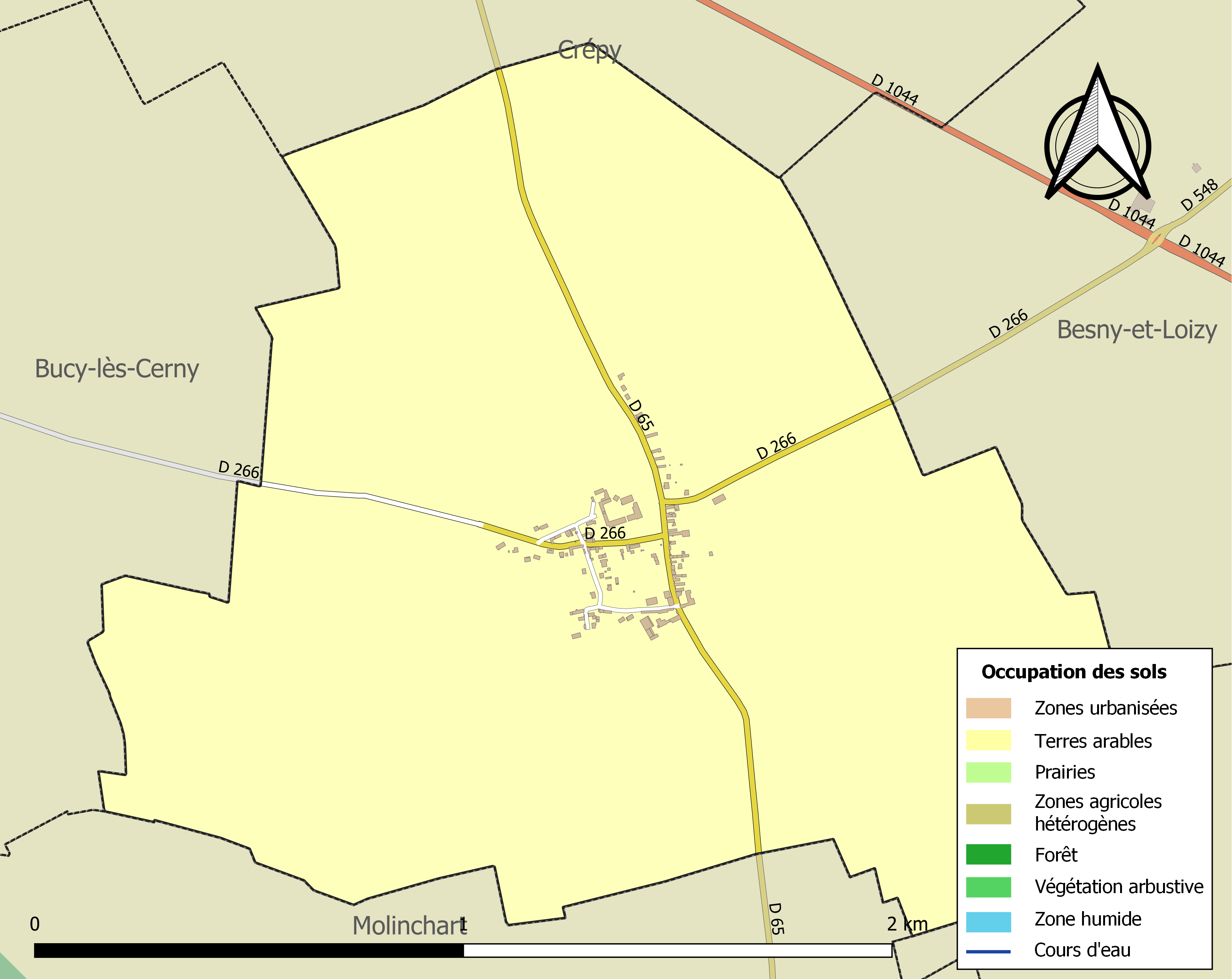
Carte des infrastructures et de l'occupation des sols de la commune en 2018 (CLC).

L'occupation des sols de la commune, telle qu'elle ressort de la base de données européenne d'occupation biophysique des sols Corine Land Cover (CLC), est marquée par l'importance des territoires agricoles (100 % en 2018), en augmentation par rapport à 1990 (90,4 %). La répartition détaillée en 2018 est la suivante : 
terres arables (100 %).
L'évolution de l'occupation des sols de la commune et de ses infrastructures peut être observée sur les différentes représentations cartographiques du territoire : la carte de Cassini (XVIIIe siècle), la carte d'état-major (1820-1866) et les cartes ou photos aériennes de l'IGN pour la période actuelle (1950 à aujourd'hui).

### Habitat et logement
En 2020, le nombre total de logements dans la commune était de 55, alors qu'il était de 53 en 2010 et 2015.
Parmi ces logements, 98,2 % étaient des résidences principales et 1,8 % des logements vacants. Ces logements étaient  tous des maisons individuelles.
Le tableau ci-dessous présente la typologie des logements à Cerny-lès-Bucy en 2020 en comparaison avec celle de l'Aisne et de la France entière. Une caractéristique marquante du parc de logements est ainsi l'absence de résidences secondaires et logements occasionnels, à comparer avec la proportion départementale (3,4 %) et nationale (9,7 %). 
| Typologie                                               | Cerny-lès-Bucy | Aisne | France entière |
| ------------------------------------------------------- | -------------- | ----- | -------------- |
| Résidences principales (en %)                           | 98,2           | 86,6  | 82,1           |
| Résidences secondaires et logements occasionnels (en %) | 0              | 3,4   | 9,7            |
| Logements vacants (en %)                                | 1,8            | 10,1  | 8,2            |

## Toponymie

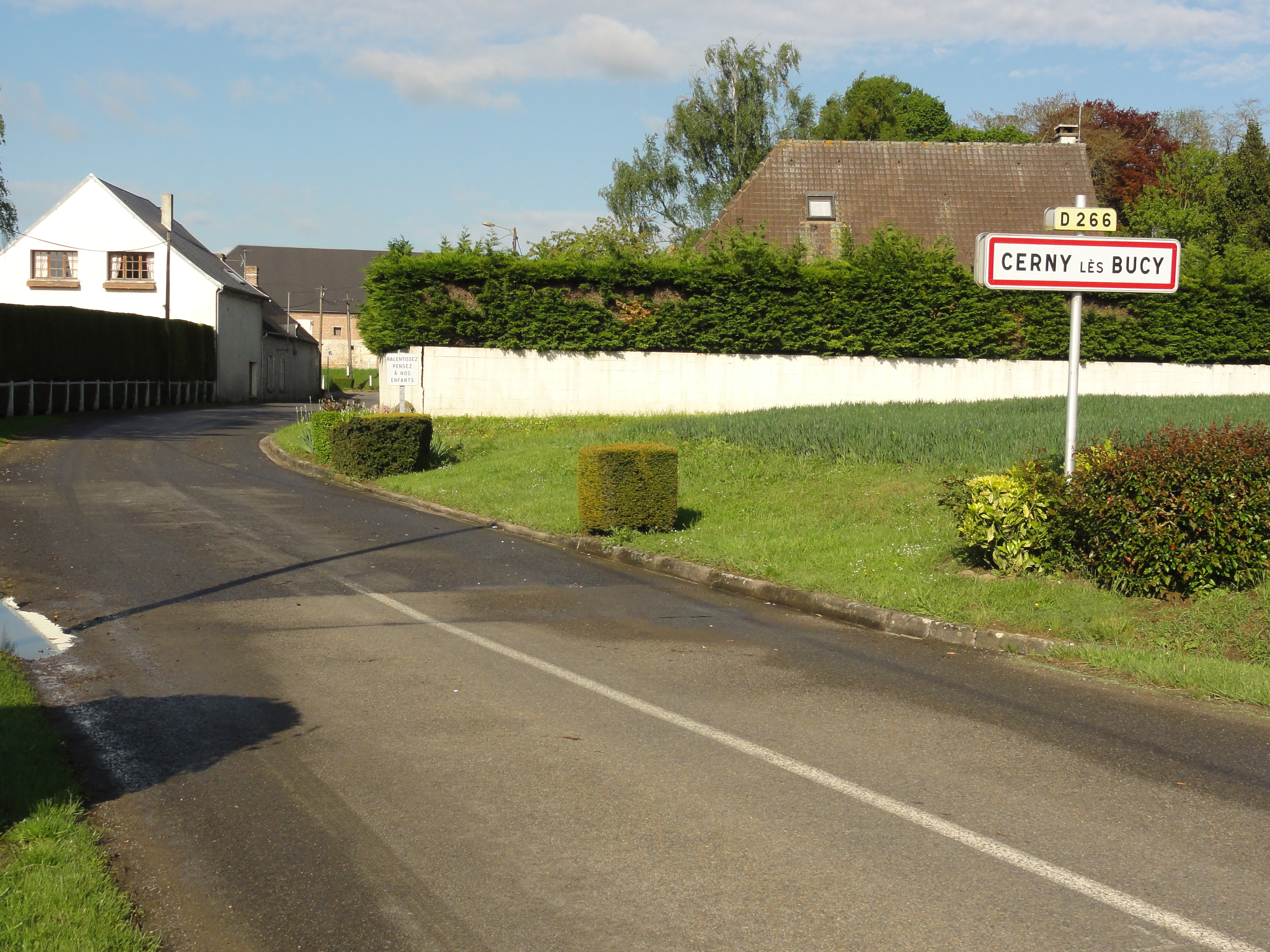
Panneau d'entrée de la commune.

Le nom de la localité est attesté sous les formes Sarniacum (1129) ; Sarni (XIIIe siècle) ; Villa de Sargniaco (1334) ; Sarny (1383) ; Sarny-les-Bussy (1411) ; Serny (1416) ; Serny-les-Bussy (1521) ; Sarny-les-Bucy (1624) ; Cerny-les-Bussy (1627) ; Serny-les-Bucy (1709).
La préposition « lès » permet de signifier la proximité d'un lieu géographique par rapport à un autre lieu. En règle générale, il s'agit d'une localité qui tient à se situer par rapport à une ville voisine plus grande. La commune de Cerny indique qu'elle se situe près de Bucy-lès-Cerny.

## Histoire

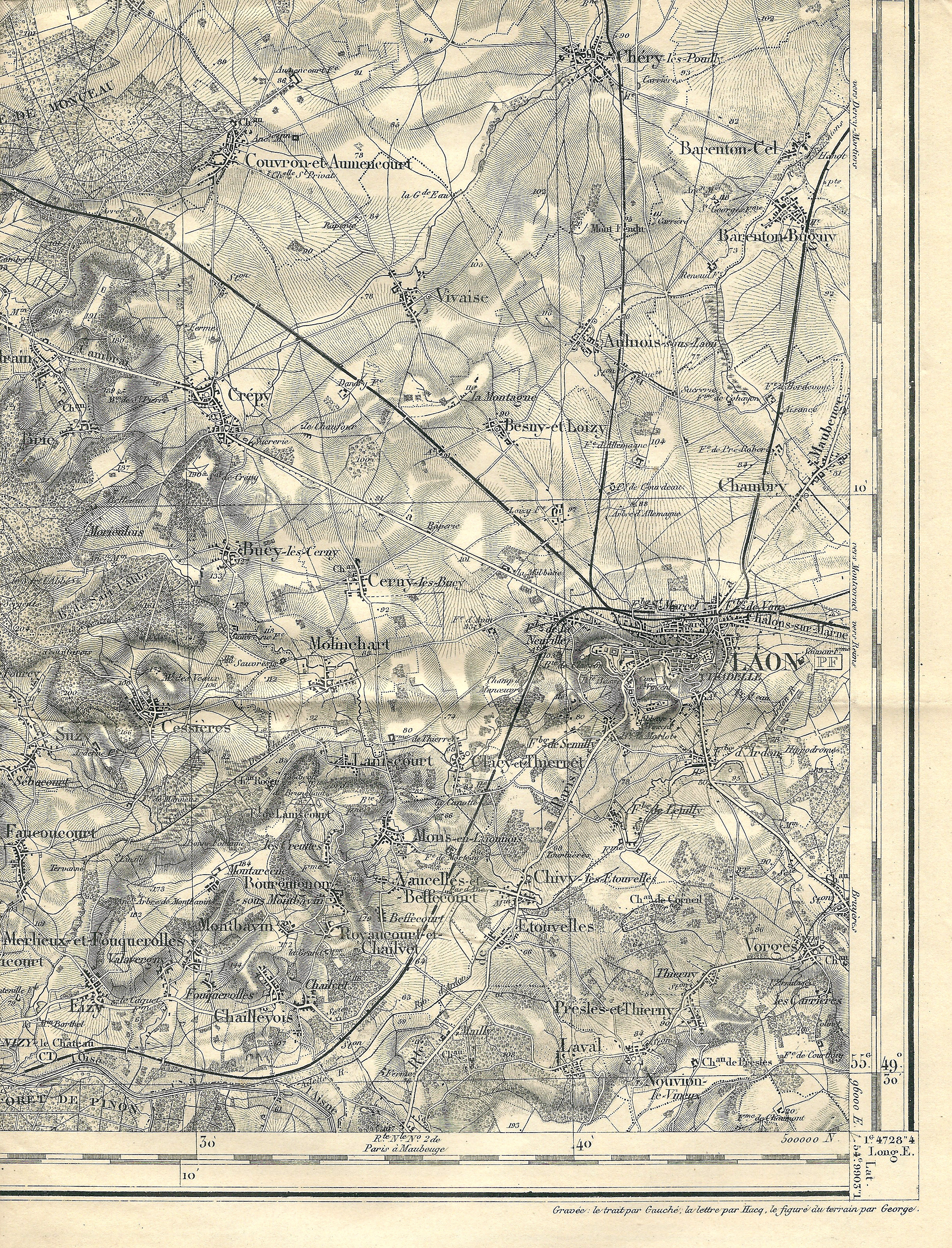
Cerny-lès-Bucy sur la carte d'état-major de 1911.

### Ancien Régime

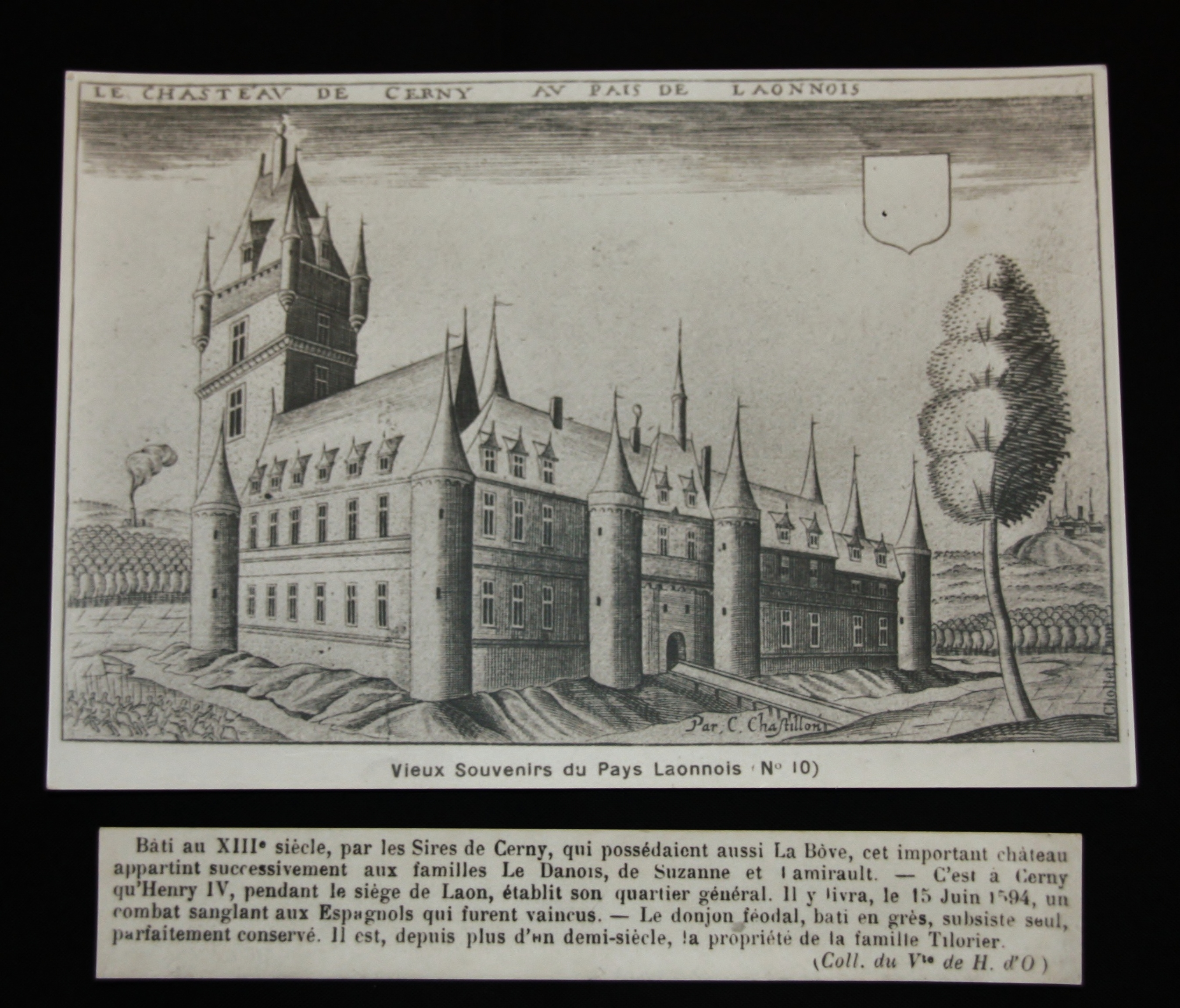
Le château.

Une maladrerie est localisée dans le territoire de la commune actuelle. L'actuelle tour crénelée en grès semble remonter au château du XIIIe siècle.
Lors des Guerres de Religion, le 12 juin 1594, une bataille oppose à Cerny les ligueurs et les troupes de Henri IV qui faisait le siège de Laon. Les ligueurs sont défaits malgré leur résistance et obligés de battre en retraite.
Sous l'Ancien Régime, la localité relève de l'intendance de Soissons, ainsi que des bailliage, élection et diocèse de Laon.

### Époque contemporaine
La commune, sinistrée pendant la Première Guerre mondiale, voit sa reconstruction aidée par la commune d'Ollioules, qui a financé une partie de l'extension de l'école.
Elle a été décorée de la Croix de guerre 1914-1918 le 23 janvier 1924.

## Politique et administration

### Rattachements administratifs et électoraux

#### Rattachements administratifs
La commune se trouve dans l'arrondissement de Laon du département de l'Aisne.
Elle faisait partie de 1793 à 1973  du canton de Laon, année où celui-ci est scindé et la commune rattachée au canton de Laon-Nord. Dans le cadre du redécoupage cantonal de 2014 en France, cette circonscription administrative territoriale a disparu, et le canton n'est plus qu'une circonscription électorale.

#### Rattachements électoraux
Pour les élections départementales, la commune fait partie depuis 2014 du canton de Laon-1.
Pour l'élection des députés, elle fait partie de la première circonscription de l'Aisne, depuis le dernier découpage électoral de 2010.

### Intercommunalité
Cerny-lès-Bucy est membre de la communauté d'agglomération du Pays de Laon, un établissement public de coopération intercommunale (EPCI) à fiscalité propre créé en 1992 (sous le statut de communauté de communes et transformé en 2014 en communauté d'agglomération) et auquel la commune transféré un certain nombre de ses compétences, dans les conditions déterminées par le code général des collectivités territoriales.

### Liste des maires
| Période                                  | Période                        | Identité        | Étiquette | Qualité                |
| ---------------------------------------- | ------------------------------ | --------------- | --------- | ---------------------- |
| Les données manquantes sont à compléter. |                                |                 |           |                        |
|                                          |                                |                 |           |                        |
| 1820                                     |                                | M. Benjamin     |           |                        |
|                                          |                                |                 |           |                        |
| avant 1876                               | après 1879                     | M. Crécy        |           |                        |
|                                          |                                |                 |           |                        |
| 1959                                     | 1991                           | André Tiéfaine  |           |                        |
| 1991                                     | mars 2014                      | Bernard Millet, |           |                        |
| mars 2014                                | avril 2023                     | Michel Machain  | SE        | Ouvrier Démissionnaire |
| mai 2023                                 | En cours (au 30 novembre 2023) | Thomas Alglave  |           | Agriculteur            |

## Démographie
L'évolution du nombre d'habitants est connue à travers les recensements de la population effectués dans la commune depuis 1793. Pour les communes de moins de 10 000 habitants, une enquête de recensement portant sur toute la population est réalisée tous les cinq ans, les populations de référence des années intermédiaires étant quant à elles estimées par interpolation ou extrapolation. Pour la commune, le premier recensement exhaustif entrant dans le cadre du nouveau dispositif a été réalisé en 2008.

En 2022, la commune comptait 113 habitants, en évolution de −0,88 % par rapport à 2016 (Aisne : −1,97 %, France hors Mayotte : +2,11 %).
| 1793 | 1800 | 1806 | 1821 | 1831 | 1836 | 1841 | 1846 | 1851 |
| ---- | ---- | ---- | ---- | ---- | ---- | ---- | ---- | ---- |
| 108  | 96   | 105  | 108  | 123  | 136  | 136  | 130  | 136  |

| 1856 | 1861 | 1866 | 1872 | 1876 | 1881 | 1886 | 1891 | 1896 |
| ---- | ---- | ---- | ---- | ---- | ---- | ---- | ---- | ---- |
| 126  | 137  | 133  | 141  | 110  | 143  | 142  | 151  | 148  |

| 1901 | 1906 | 1911 | 1921 | 1926 | 1931 | 1936 | 1946 | 1954 |
| ---- | ---- | ---- | ---- | ---- | ---- | ---- | ---- | ---- |
| 132  | 127  | 119  | 106  | 123  | 128  | 128  | 157  | 124  |

| 1962 | 1968 | 1975 | 1982 | 1990 | 1999 | 2006 | 2008 | 2013 |
| ---- | ---- | ---- | ---- | ---- | ---- | ---- | ---- | ---- |
| 120  | 113  | 107  | 100  | 113  | 114  | 114  | 114  | 110  |

| 2018 | 2022 | - | - | - | - | - | - | - |
| ---- | ---- | - | - | - | - | - | - | - |
| 115  | 113  | - | - | - | - | - | - | - |

## Culture locale et patrimoine

### Lieux et monuments
- Église Saint-Martin des XIIe et XIIIe siècles.
- Une plaque monument aux morts dans l'église.
- Donjon de Cerny-lès-Bucy. Grand donjon quadrangulaire couronné de mâchicoulis et muni d'échauguettes aux angles du XIVe siècle[28] ? Il est classé Monument historique depuis 1927[29].

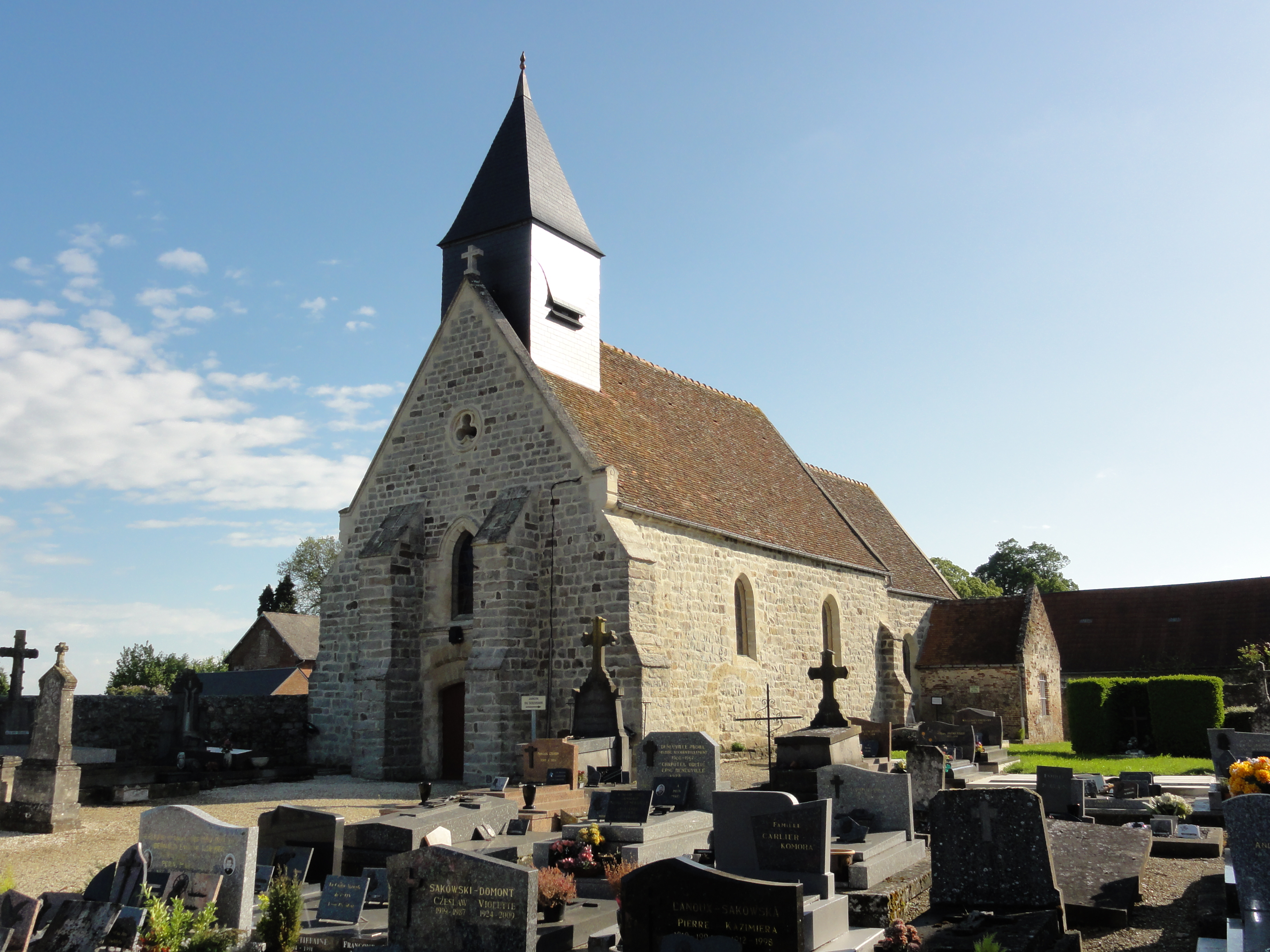
Église Saint-Martin.
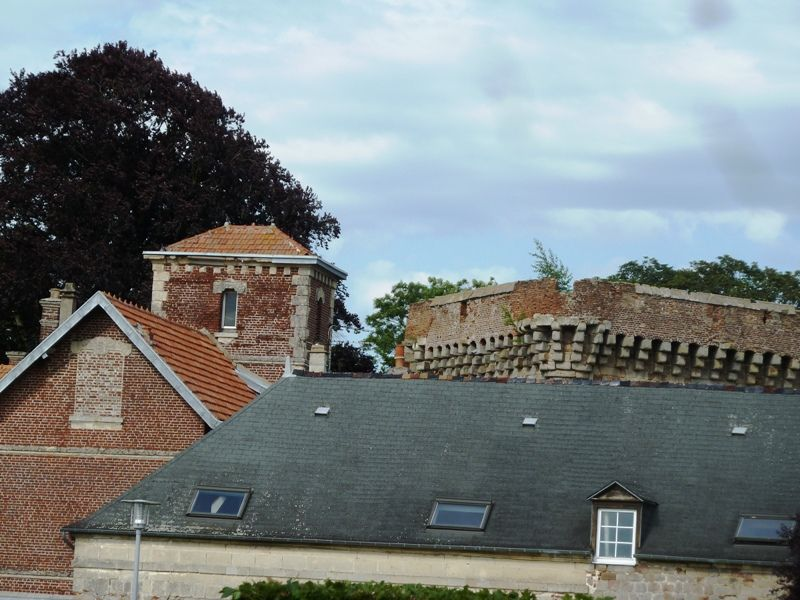
Le donjon dans les toitures.
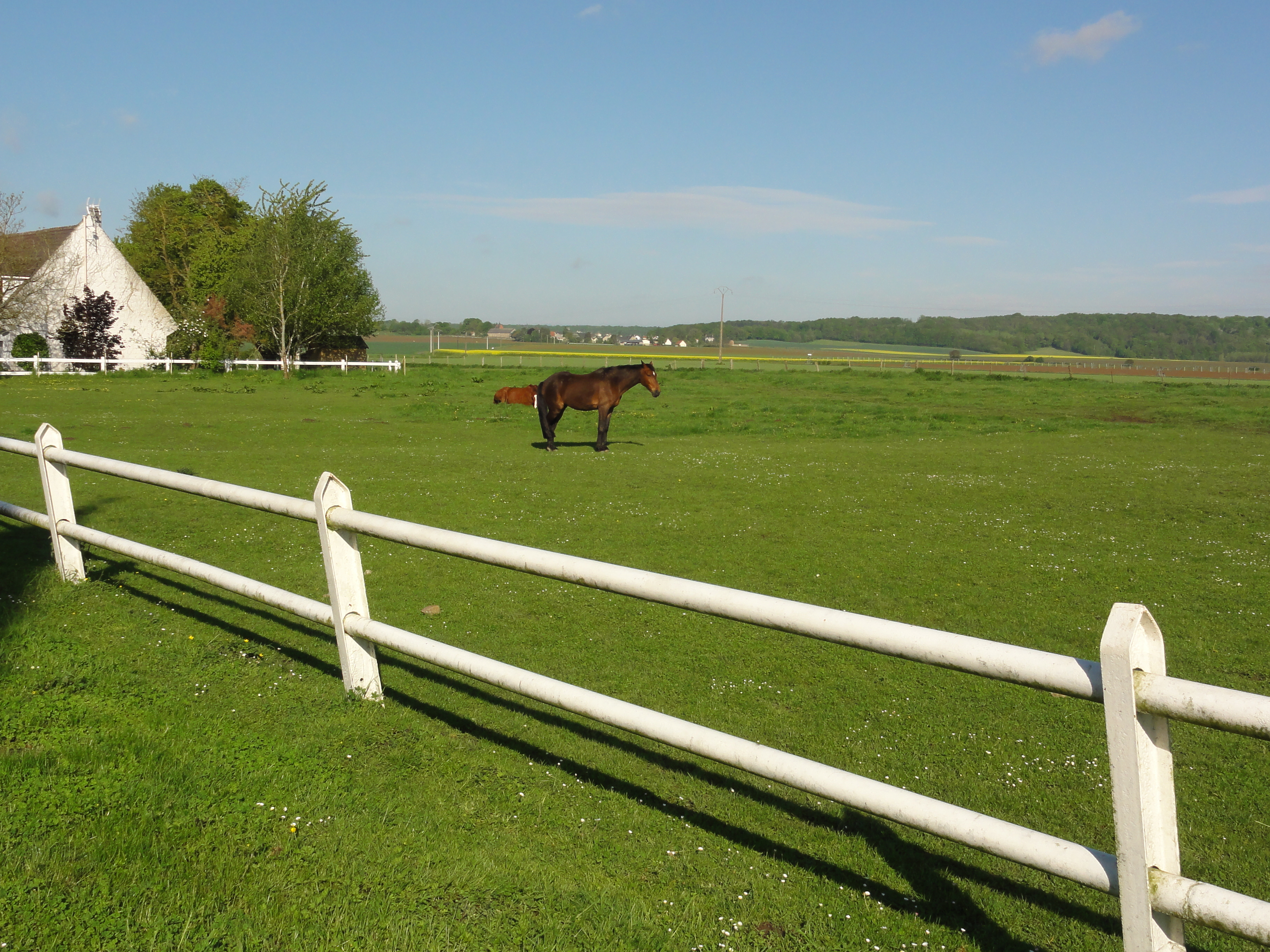
Paysage à Cerny-lès-Bucy.

### Personnalités liées à la commune
Adolf Hitler (1889-1945), fondateur et figure centrale du nazisme, chef du Troisième Reich, blessé sur le front pendant la Première Guerre mondiale, est soigné dans une ferme à Cerny-lès-Bucy. Il y retourne en juin 1940 pour revisiter cette ferme.

### Héraldique
| Blason de Cerny-lès-Bucy | Blason  | D'azur à la tour carrée couverte du lieu d'argent, maçonnée de sable, mouvant de la pointe ; au chef de sable* chargé de trois annelets d'or. * Il y a là non-respect de la règle de contrariété des couleurs : ces armes sont fautives (chef de sable sur azur). Ornements extérieursCroix de guerre 1914-1918 |
| Blason de Cerny-lès-Bucy | Détails | Blason adopté par la municipalité |

## Pour approfondir